# Ernst-August-Galerie
De Ernst-August-Galerie is een winkelcentrum aan de Ernst-August-Platz in de wijk Mitte in de Duitse stad Hannover. Het ligt direct naast het centraal station en werd in oktober 2008 geopend. De exploitatie is in handen van ECE Projektmanagement.

## Beschrijving
De Ernst-August-Gallerie telt circa 150 winkels op een oppervlakte van zo'n 30.000 m². Het centrum telt drie niveaus en heeft een parkeergarage met 1.200 plaatsen. Hiermee is het een van de grootste winkelcentra in de regio Hannover. De winkelruimtes zijn vooral verhuurd aan de grote winkelketens. 
De Ernst-August-Gallerie is ontwikkeld door ECE Projectmanagement, dat het winkelcentrum anno 2024 nog steeds exploiteert. 
De bouwkosten van het winkelcentrum met een totale bruto vloeroppervlakte van 107.344 m² bedroegen zo'n € 230 miljoen. Het complex werd in twee jaar gebouwd. 
Het winkelcentrum heeft een 25 meter hoog atrium. Ongeveer 50 procent van de verkoopoppervlakte wordt ingenomen door de modewinkels. Op circa 10 procent van de oppervlakte is de horeca vertegenwoordigd, een REWE-supermarkt neemt 5 procent van de oppervlakte in. 

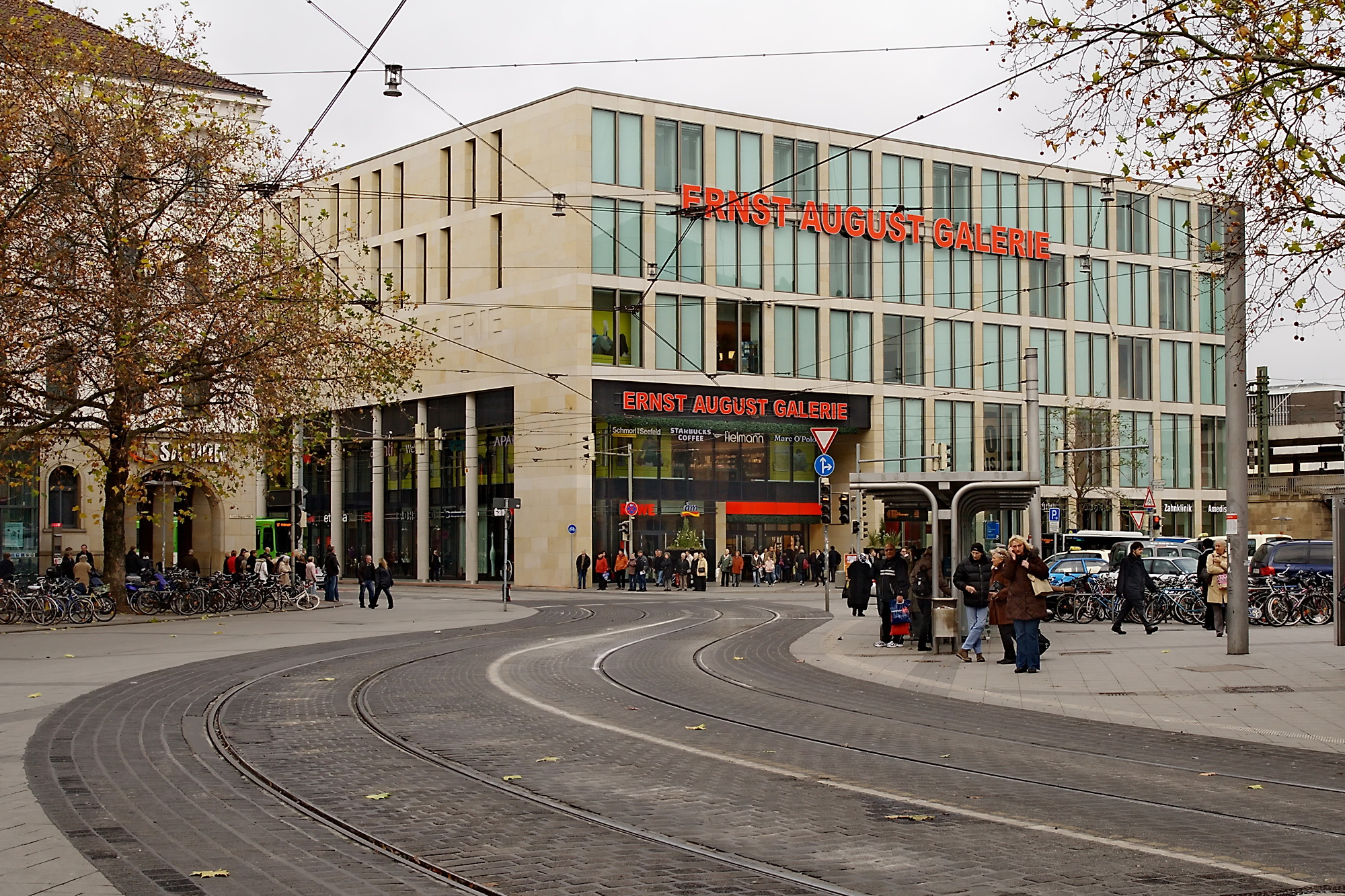
Ernst-August-Gallerie
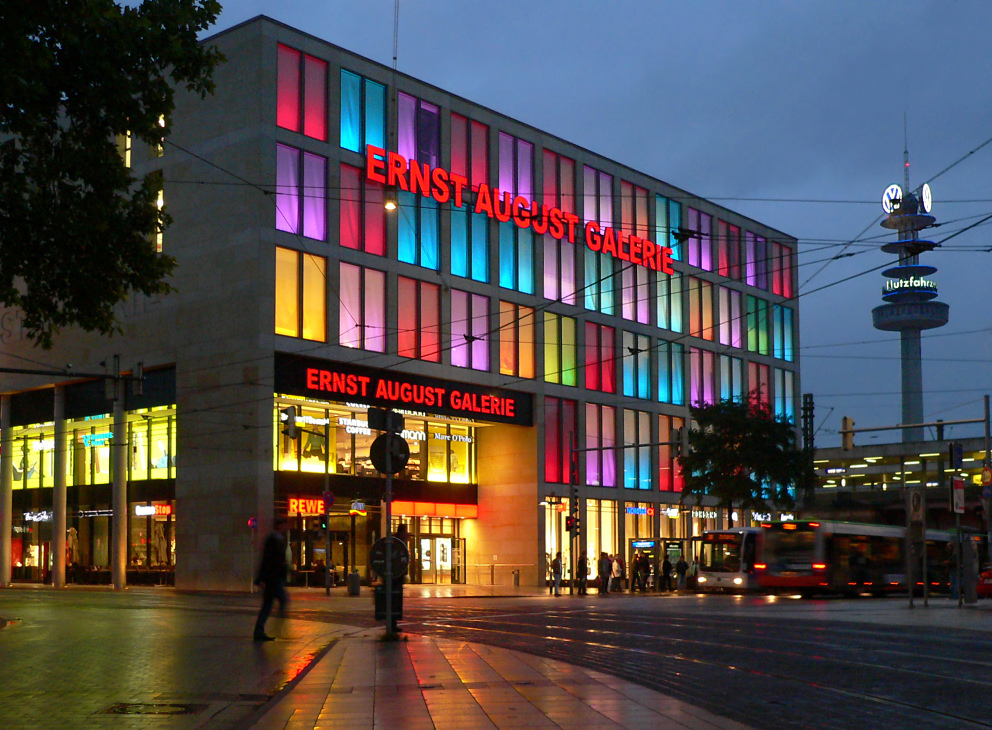
Het winkelcentrum 's nachts met kleurrijke ramen
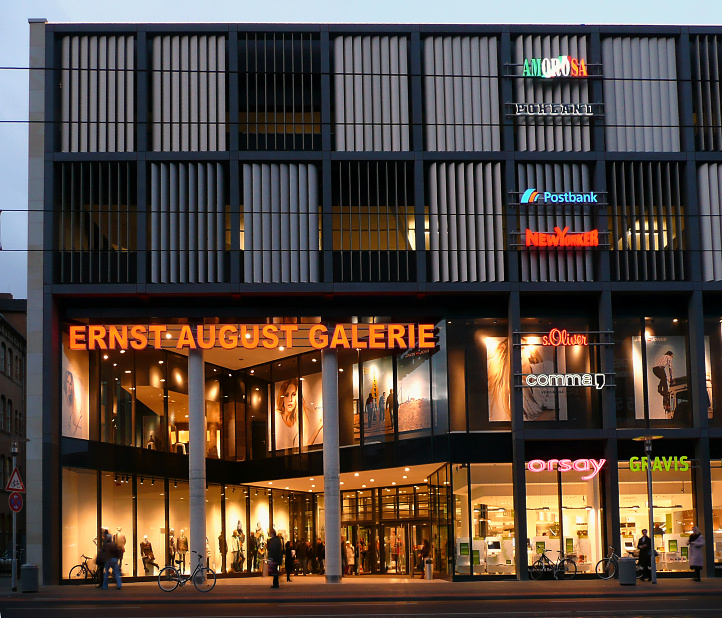
Details van de gevelconstructie
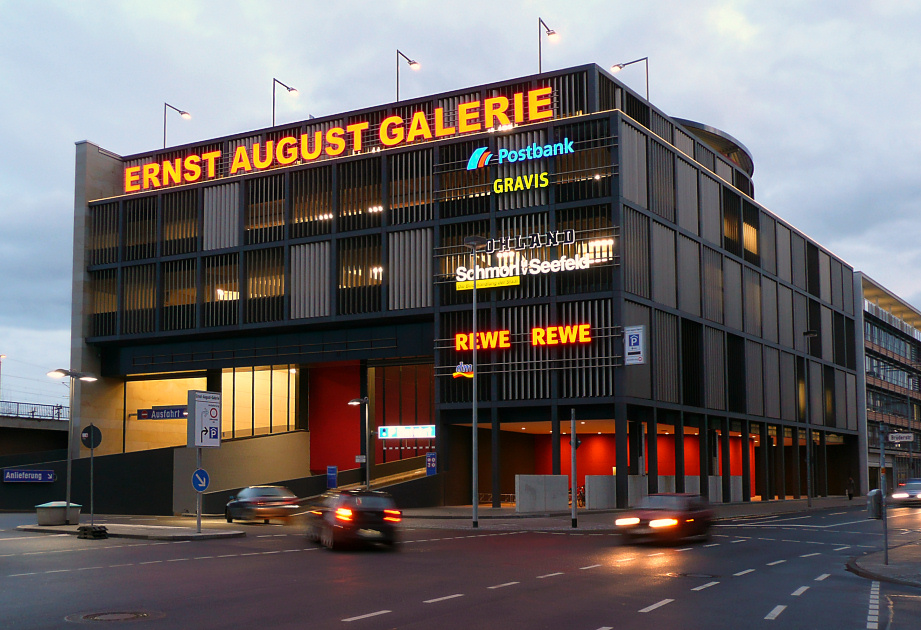
De ingang van de parkeergarage aan de achterzijde

## Monument

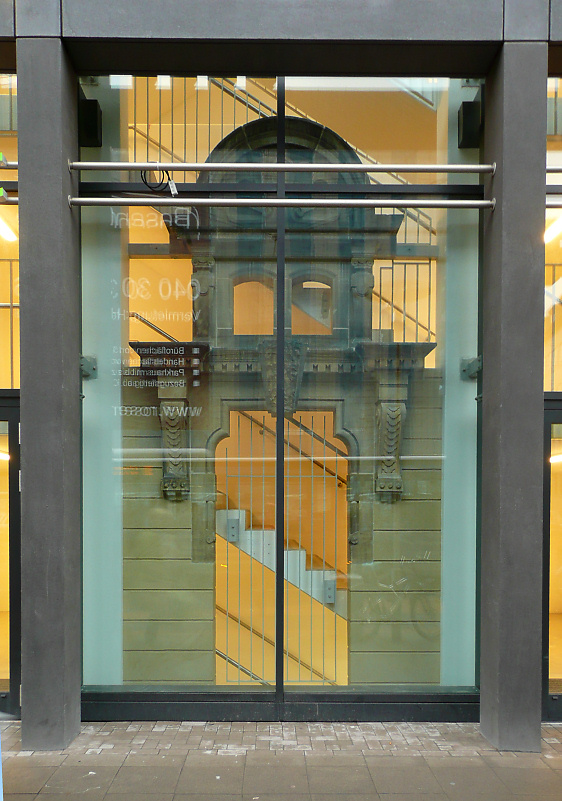
Ingang van het voormalige Wittwenhaus op de huidige locatie van de galerie

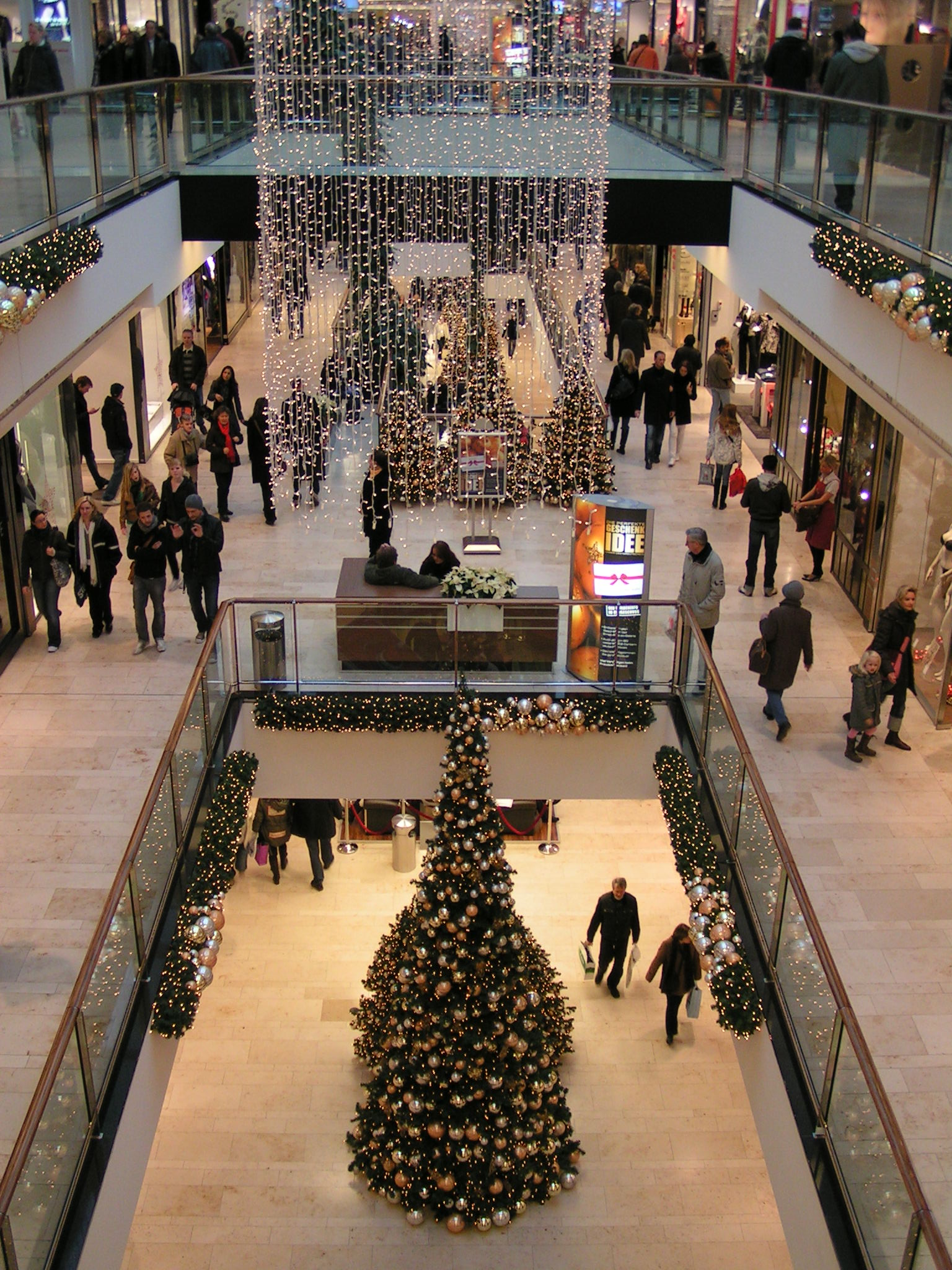
Blik in het winkelcentrum

Het hoofdpostkantoor aan de Ernst-August-Platz en twee oude gebouwen aan de Kurt-Schumacher-Straße werden gesloopt voor de bouw van het winkelcentrum. Hierbij is een gedeelte van het Wittwenhaus (weduwenhuis) uit het einde van de 19e eeuw bewaard gebleven. De projectontwikkelaar herbouwde de neobarokke ingang van het huis in de buitengevel van de galerij, vlak bij de oorspronkelijke locatie.